# Saint-Félix-de-l'Héras
Saint-Félix-de-l'Héras là một xã thuộc tỉnh Hérault trong vùng Occitanie phía nam nước Pháp.